# Saint-Saturnin (Lozère)
Saint-Saturnin is een gemeente in het Franse departement Lozère (regio Occitanie) en telt 63 inwoners (2009). De plaats maakt deel uit van het arrondissement Mende.

## Geografie
De oppervlakte van Saint-Saturnin bedraagt 9,0 km², de bevolkingsdichtheid is dus 7 inwoners per km².
De onderstaande kaart toont de ligging van Saint-Saturnin (Lozère) met de belangrijkste infrastructuur en aangrenzende gemeenten.

## Demografie
Onderstaande figuur toont het verloop van het inwonertal (bron: INSEE-tellingen).